# پارک ملی سالایر
پارک ملی سالایر (انگلیسی: Salair National Park) یک پارک ملی حفاظت‌شده در جمهوری آلتای کشور روسیه است.